# Nazionale maschile under 18 di calcio della Romania
La Nazionale rumena di calcio Under-18, i cui giocatori sono soprannominati i tricolorii (I Tricolori), è la rappresentativa calcistica Under-18 della Romania ed è posta sotto l'egida della Federazione calcistica della Romania.

## Palmarès
- Campionato europeo Under-18 (UEFA Junior Tournament):

 1955, 1956, 1962
 1960

## Staff tecnico
Commissario tecnico: Daniel Oprescu